# 北京西路 (上海)

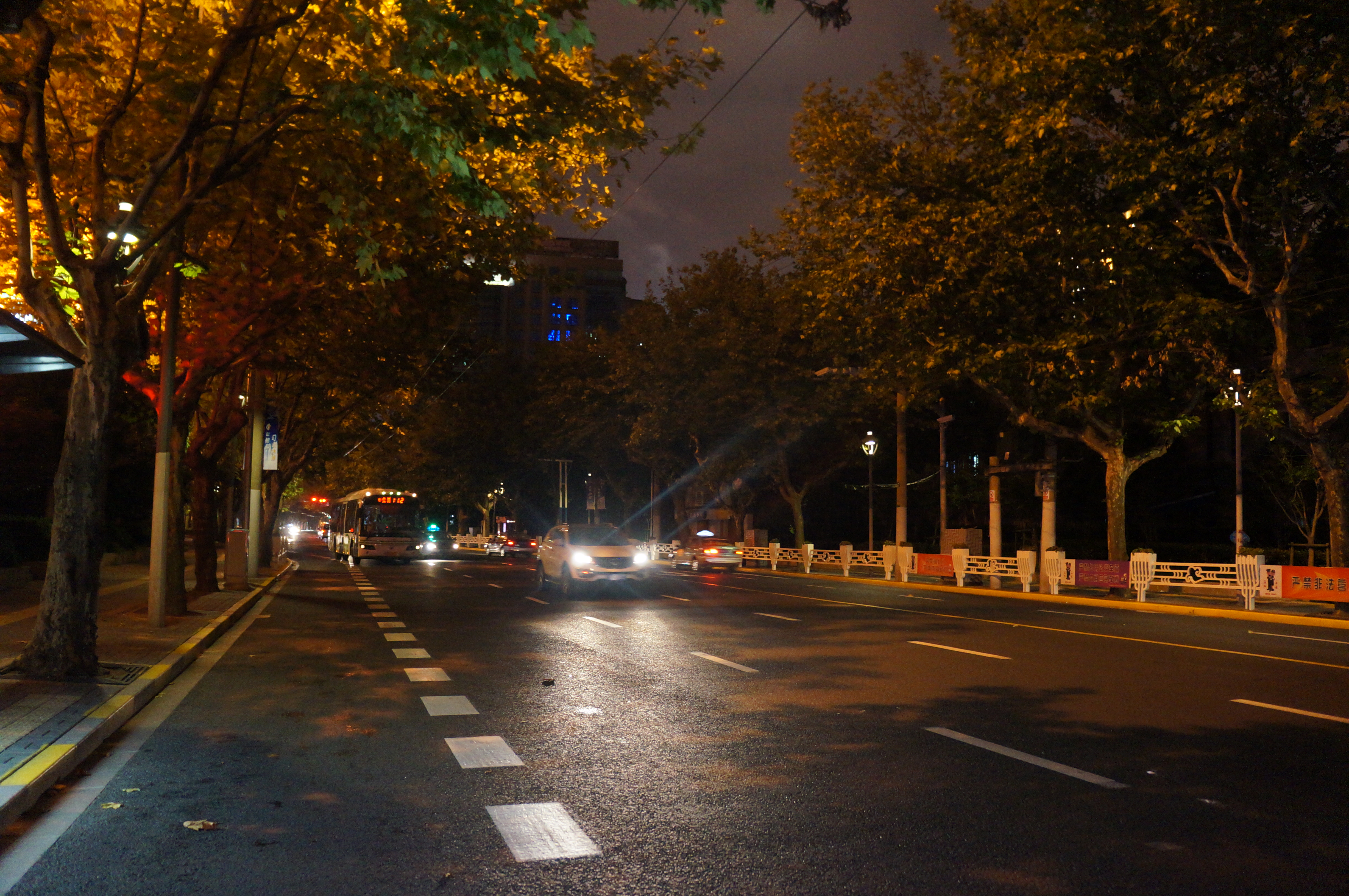
夜间的北京西路

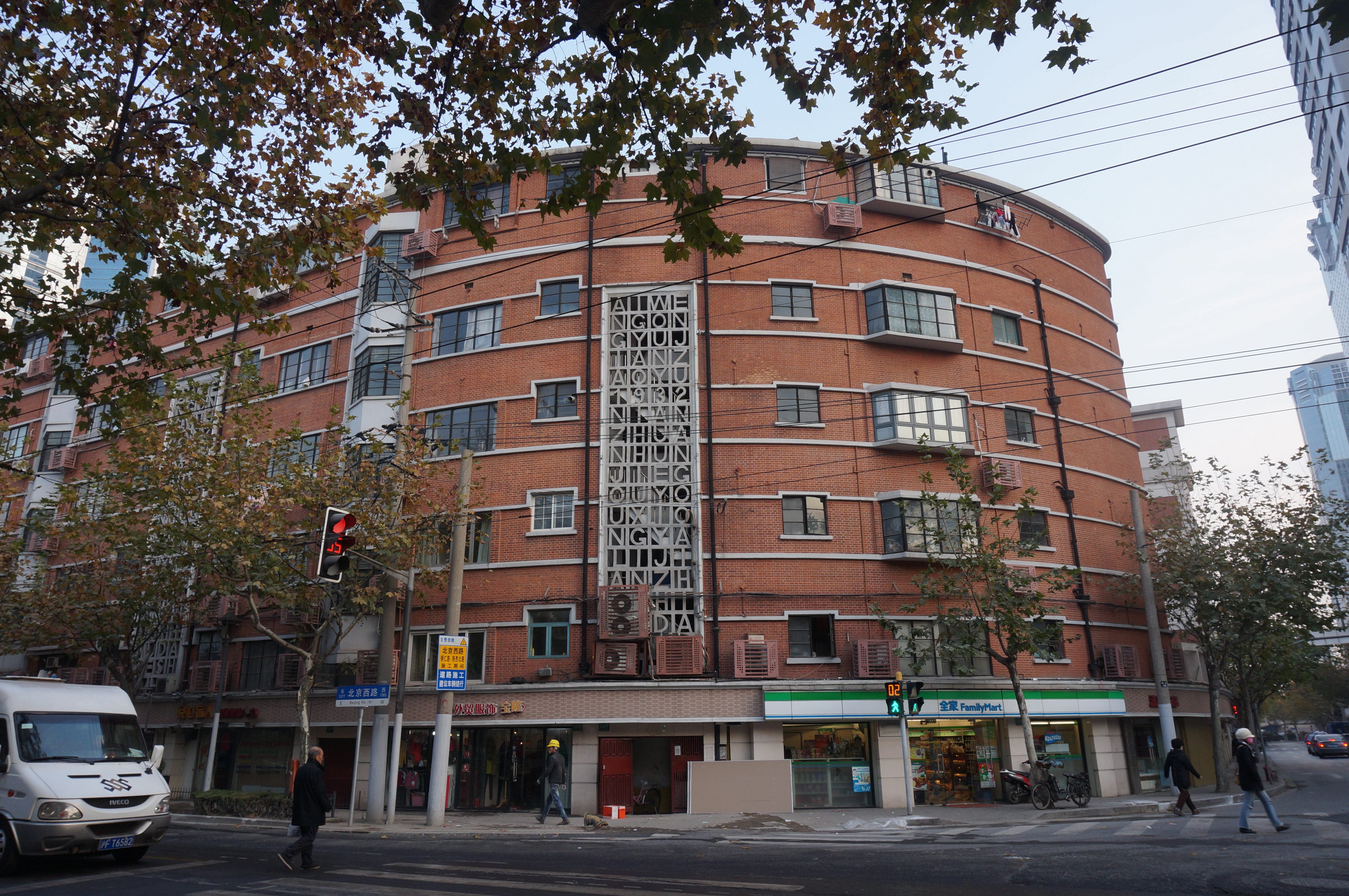
联华公寓

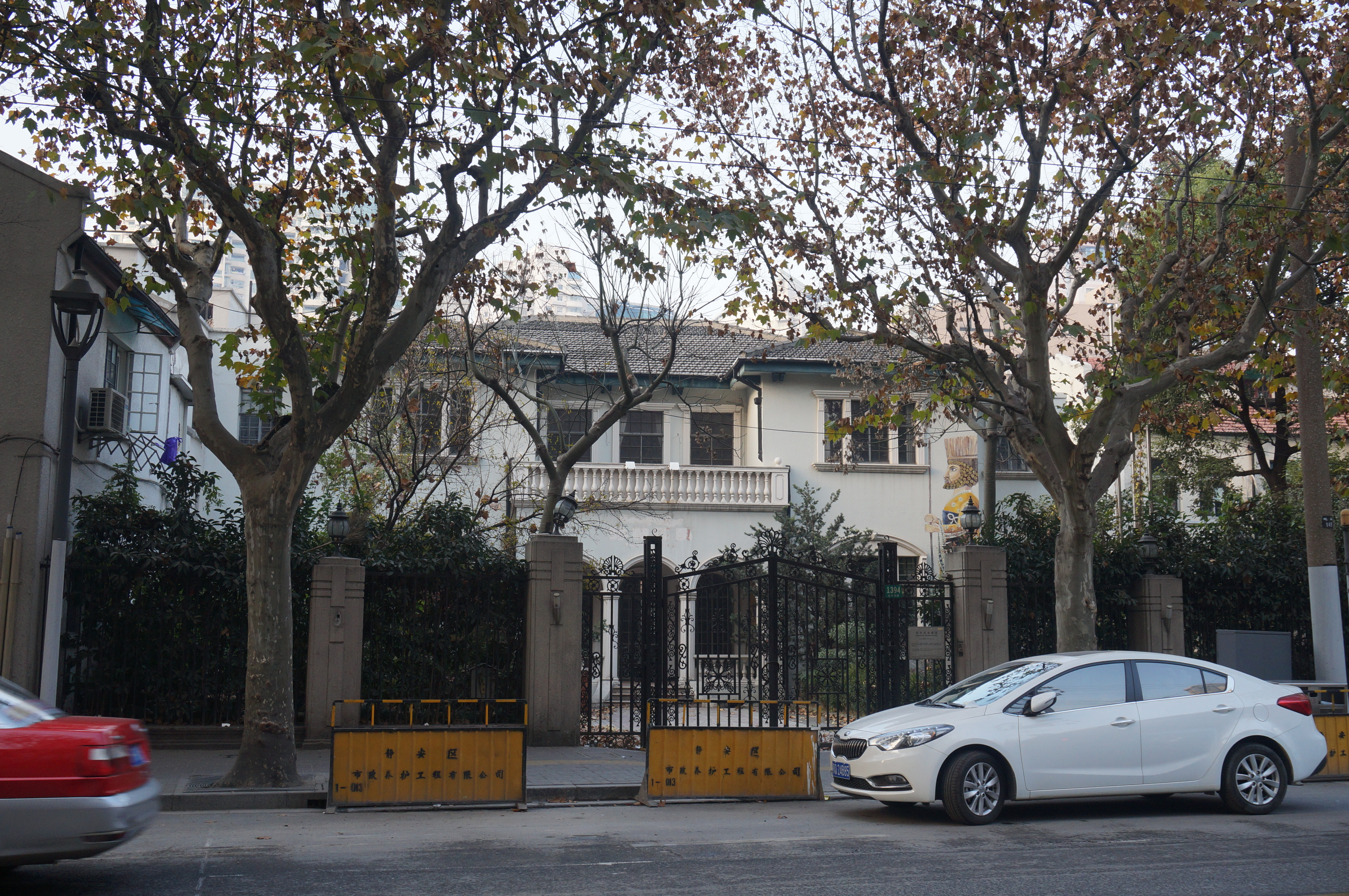
北京西路1394弄2号的花园住宅

北京西路是中国上海市静安区及黄浦区境内的一条东西走向的干道，在租界时代的路名为爱文义路（Avenue Road）。该路东起西藏中路，西至乌鲁木齐北路。全长3502米，宽21－27米。中间与之交汇的南北向道路甚多，自东向西有长沙路、温州路、黄河路、新昌路、成都北路、大田路、慈溪路、石门二路、泰兴路、江宁路、陕西北路、西康路、铜仁路、常德路、胶州路、万航渡路等。北京西路大致与南侧的南京西路和北侧的新闸路平行。
北京西路的东端，派克路(黄河路)以东段修筑于1887年，名平桥路，为上海公共租界越界筑路之一。1899年，向西延伸至赫德路(今常德路)，命名为爱文义路，成为上海公共租界西区主要的东西走向的干道之一。其中赫德路到卡德路(今石门二路)段，铺设了上海最早的电车轨道。1918年，平桥路亦更名为爱文义路。1922年，继续向西延伸至极司非而路(今万航渡路)。1943年，汪精卫政权接收租界，爱文义路更名为大同路。1945年改名北京西路。1988年，北京西路又向西延伸延伸至乌鲁木齐北路。
目前北京西路上矗立有多幢现代高楼，如高235.5米的华敏帝豪大厦等。但同时，北京西路的石门二路以西段，沿线分布有不少花园住宅或公寓，已经被列为南京西路历史文化风貌区的景观道路。静安雕塑公园也位于北京西路上。

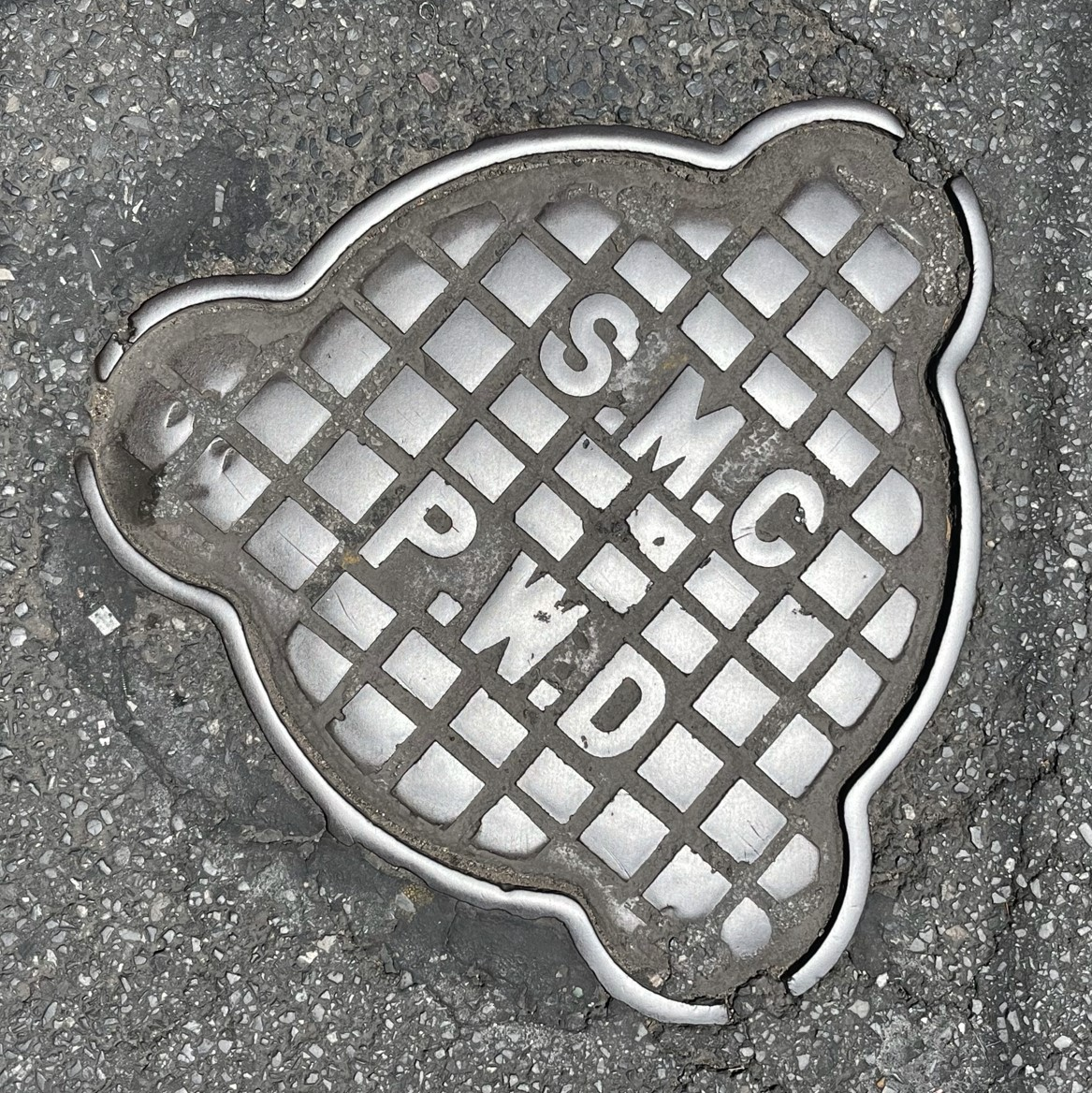
北京西路新昌路的工部局窨井盖

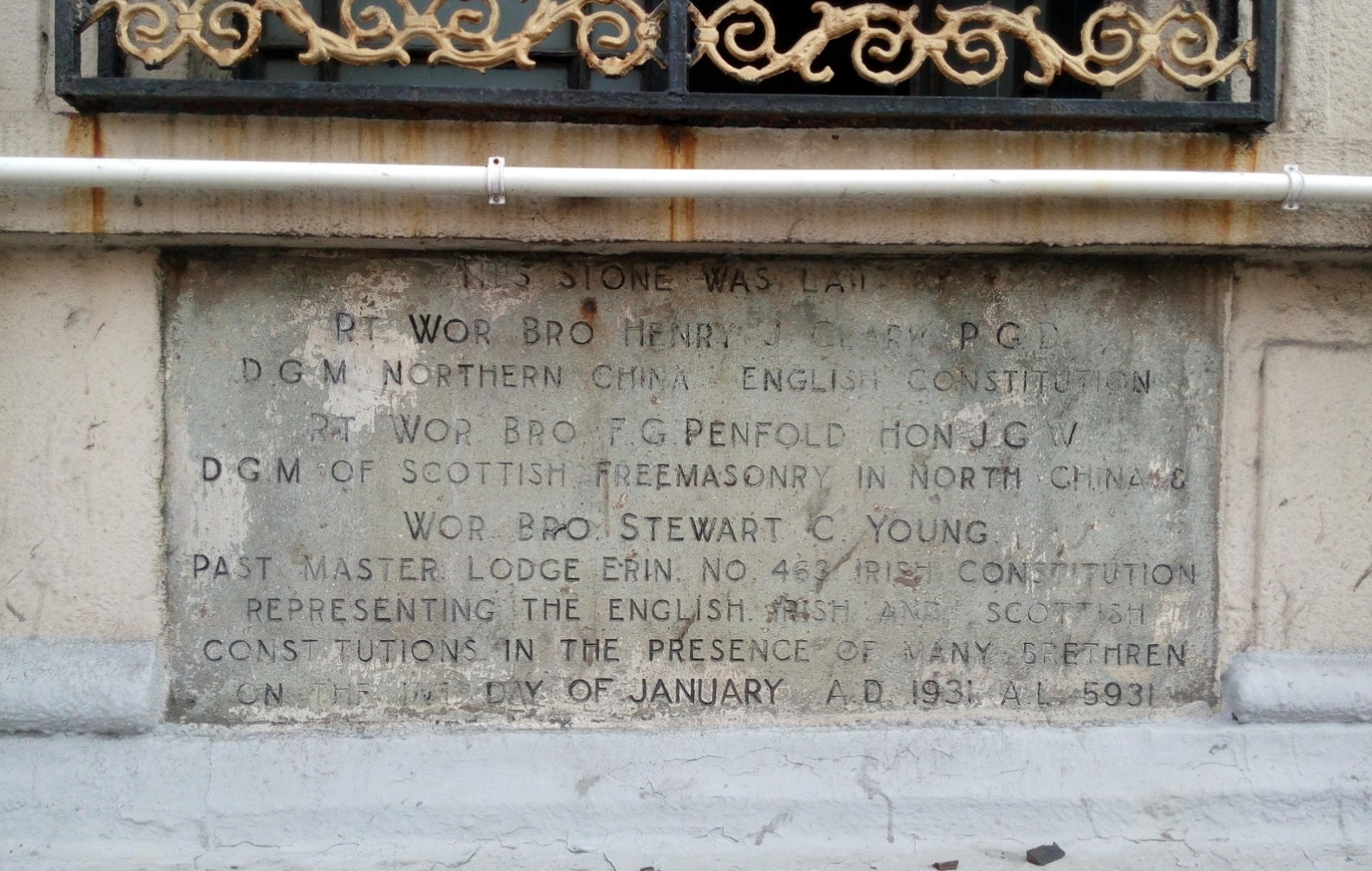
北京西路1623号的共济会石碑

同时在北京西路上也有很多隐藏的历史印记，例如在北京西路新昌路口地面上有一处窨井盖上面印有S.M.C字样，即租界时期的上海工部局。另外在北京西路1623号现上海市医学会建筑上刻有共济会石碑。

## 歷史建筑
- 北京西路239弄平和里27号——张闻天旧居
- 北京西路304号——陈鹤琴旧居
- 北京西路860号——上海市政协所在，原为上海丽都花园，有部分建筑留存
- 北京西路1094弄2号——原伍廷芳住宅，大新烟草公司大楼，约建于1910年
- 北京西路1220弄2号——望德堂（今为民宅），建于1930年
- 北京西路1301號——贝宅（今为贝轩大公馆酒店），建于1934年
- 北京西路1314-1320号——雷士德医学院（今为医药工业研究院），建于1932年
- 铜仁路333号（北京西路铜仁路口）——吴同文住宅，建于1938年
- 北京西路1341-1383号——联华公寓（原名爱文义公寓），1932年
- 北京西路1394弄2号——花园住宅（今为上海电气进出口公司），建于1929年
- 北京西路1400弄——觉园（今为民宅）
  - 1400弄24号——上海市儿童医院（原难童医院），建于1937年
- 北京西路1510号——纪氏花园（静安区文化局），陈咏仁住宅，建于1929年

## 交汇道路(东向西)
- 西藏中路
- 长沙路
- 温州路
- 黄河路
- 新昌路
- 成都北路
- 大田路
- 石门二路
- 泰兴路
- 南汇路
- 江宁路
- 陕西北路
- 西康路
- 铜仁路
- 常德路
- 胶州路
- 万航渡路
- 乌鲁木齐北路、愚园路